# Marfisa (personaggio)
Marfisa è un personaggio dell'Orlando Innamorato di Matteo Maria Boiardo e dell'Orlando furioso di Ludovico Ariosto.

## Il personaggio
Figlia di Ruggero II e sorella gemella di Ruggero, viene con quest'ultimo allevata dal mago Atlante, ed è ancora una bambina quando gli Arabi la rapiscono, con conseguente iniziazione all'Islam. 
Una volta cresciuta, Marfisa diventerà una donna guerriera, nonché regina dell'India: praticamente un alter ego di Bradamante nel campo saraceno. Nel ciclo carolingio Marfisa figura inoltre, come del resto Ruggiero - benché i due inizialmente non si conoscano - tra i Saraceni che sotto la guida di Agramante assediano Carlo Magno in Parigi. 
Nell'Orlando innamorato Marfisa fa voto di combattere fino a che non avrà vinto tre grandi re.
Nell'Orlando furioso ha modo di uccidere diversi guerrieri cristiani, fino al giorno in cui Ruggero, per difendere Bradamante, si scontra con lei in armi; il duello è interrotto dallo spirito di Atlante che svela le loro vere origini. I due pertanto si convertono al cristianesimo e Marfisa poi aiuterà più volte il fratello.

## Fortuna del personaggio
- La Marfisa Bizzarra è una commedia del drammaturgo Carlo Gozzi del 1776, che mette in ridicolo il personaggio di Marfisa e tutto il mondo cavalleresco.

- Il marchese Francesco d'Este chiamò le sue figlie Marfisa e Bradamante, in omaggio alle due donne guerriere cantate da Boiardo e da Ariosto.

## Nella cultura di massa
- Nello sceneggiato televisivo Orlando furioso del 1975 diretto da Luca Ronconi, Marfisa è interpretata da Paola Gassmann.
- La figura di Marfisa è presente nel film del 1983 I paladini: Storia d'armi e d'amori, dove viene interpretata da Zeudi Araya.